# Sturgis (Mississippi)
Sturgis è una città (town) degli Stati Uniti d'America, situata nella contea di Oktibbeha, nello Stato del Mississippi.